# Łaszka
Łaszka – wieś w Polsce położona w województwie pomorskim, w powiecie nowodworskim, w gminie Sztutowo na obszarze Żuław Wiślanych.
W latach 1975–1998 miejscowość administracyjnie należała do województwa elbląskiego.